# Anisochromis
Anisochromis – rodzaj ryb z rodziny diademkowatych (Pseudochromidae).

## Klasyfikacja
Gatunki zaliczane do tego rodzaju:
- Anisochromis kenyae
- Anisochromis mascarenensis
- Anisochromis straussi